# Schwefelporlinge
Die Schwefelporlinge (Laetiporus) sind eine Gattung von Pilzen aus der Familie der Stielporlingsverwandten (Polyporaceae). Vertreter dieser Gattung sind in vielen Teilen der Erde zu finden, darunter einige essbare Arten wie der Gemeine Schwefelporling (im Englischen wegen seines Geschmacks auch chicken mushroom genannt).

## Merkmale

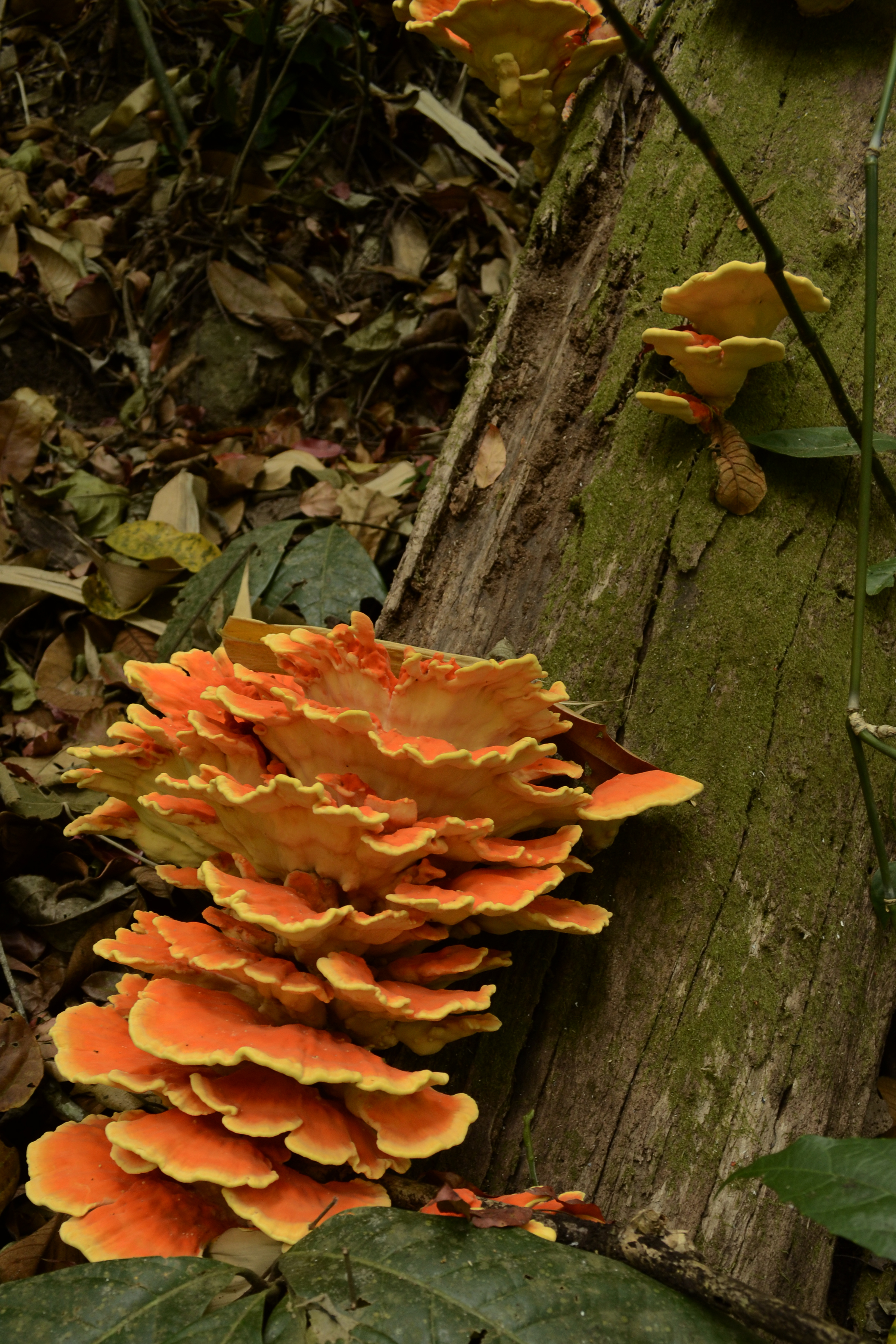
Laetiporus sp., Anamala, Westghats, Indien

Einzelne Exemplare sind zwischen 5 und 25 cm breit. Die Konsolen setzen sich aus vielen feinen röhrenförmigen Filamenten (Hyphae) zusammen. Das gesamte Myzel mit den vielzähligen dicken Lappen kann bis zu 45 kg an Gewicht aufweisen. Häufig anzutreffen sind Vertreter der Gattung an Wunden von Bäumen, über die sie ins Kernholz eindringen und dieses zersetzen. Typische Wirte sind Eiche, aber auch Eukalyptus, Eibe, Edelkastanie, und Weide, sowie auch manche Nadelbäume wie bei Laetiporus coniferica, einer Art die in den westlichen Teilen Nordamerikas vorwiegend auf Rotföhren anzufinden ist. Arten von Laetiporus sind weltweit verbreitet, ein nennenswertes Verbreitungsgebiet im europäischen Raum sind Auwälder und feuchte Eichen-Mischwälder. Auch im urbanen Umfeld ist Laetiporus unter anderem an Straßenbäumen anzutreffen, in der Kulturlandschaft können Obstbäume betroffen sein. Die Wirte stellen in der Regel bereits stärker gealterte oder anderweitig beschädigte Bäume dar. Der parasitäre Pilzbewuchs durch Laetiporus erzeugt in den Wirtsbäumen eine sichtbare Braunfäule.
Junge Fruchtkörper zeichnen sich durch eine feuchte, gummiartige Oberfläche mit schwefelgelb bis oranger Färbung aus, mitunter mit leuchtend orangefarbenen Spitzen. Ältere Exemplare verblassen und werden spröde ähnlich wie Kreide und sind oft von Käfern, Schnecken oder Asseln angefressen.
Der Gemeine Schwefelporling (Laetiporus sulphureus) bildet bei für die Sporulation geeigneter Witterung teilweise jedes Jahr Fruchtkörper aus. Diese gedeihen vom späten Frühjahr bis zum Frühherbst, wodurch er bei Pilzsammlern beliebt ist. Zugleich stellt er eine Belastung für die einzelnen Bäume dar. Nach der Zersetzung des Kernholz wird oft das Splintholz befallen was in fortgeschritteneren Stadien die Sprödigkeit und Windbruchanfälligkeit stark erhöht und zum Zusammenbruch des Wirtsbaumes führen kann, der sich nicht mehr im Wind biegen kann.

## Systematik

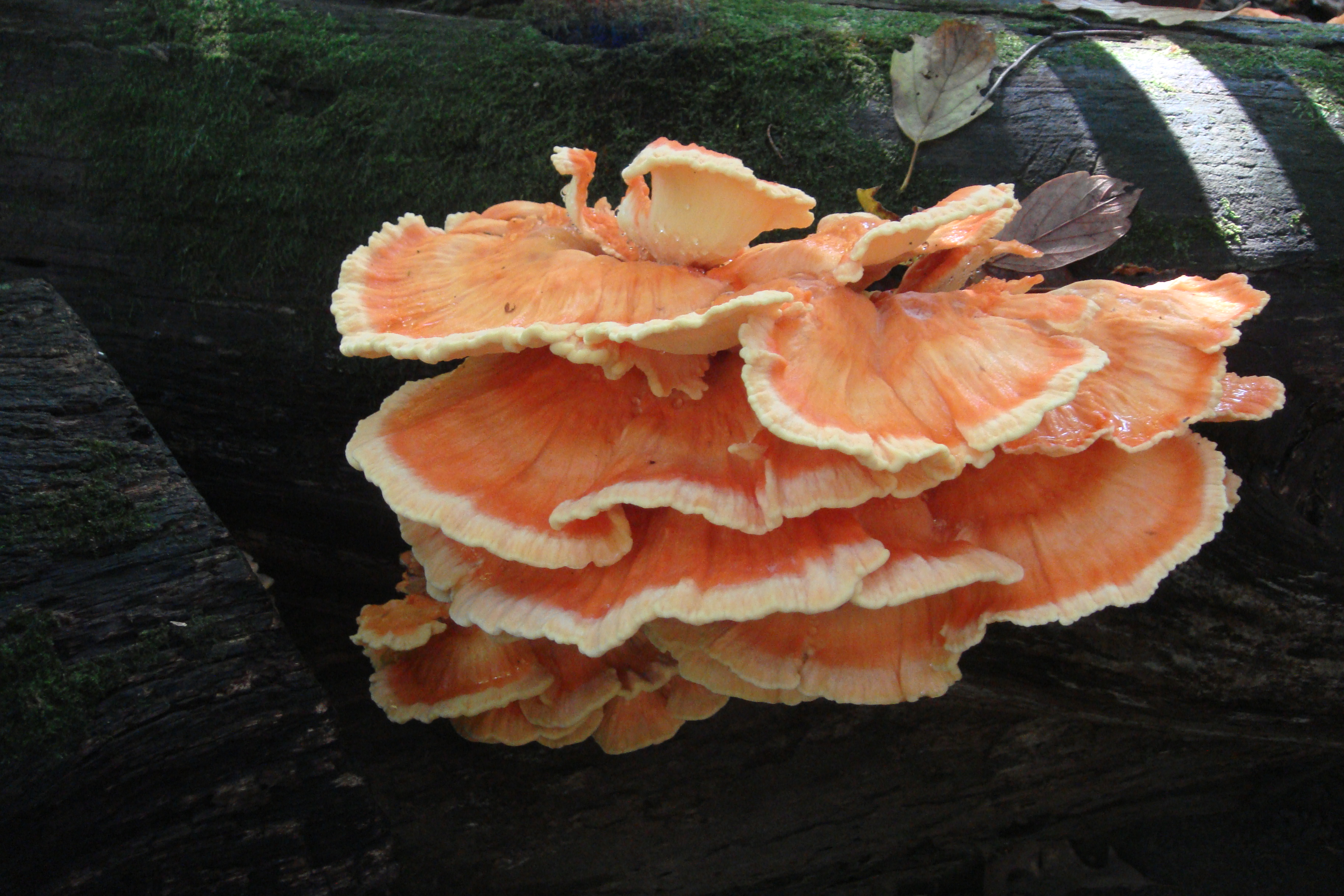
„Chicken of the Woods“ (Laetiporus cincinnatus), Prospect Park, Brooklyn, New York am 5. Oktober, 2012

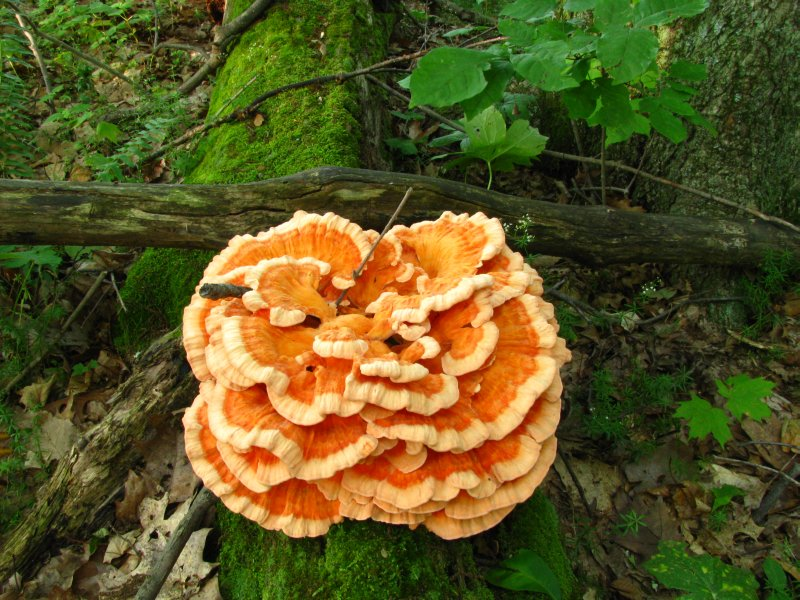
Laetiporus cincinnatus, Ohio, USA

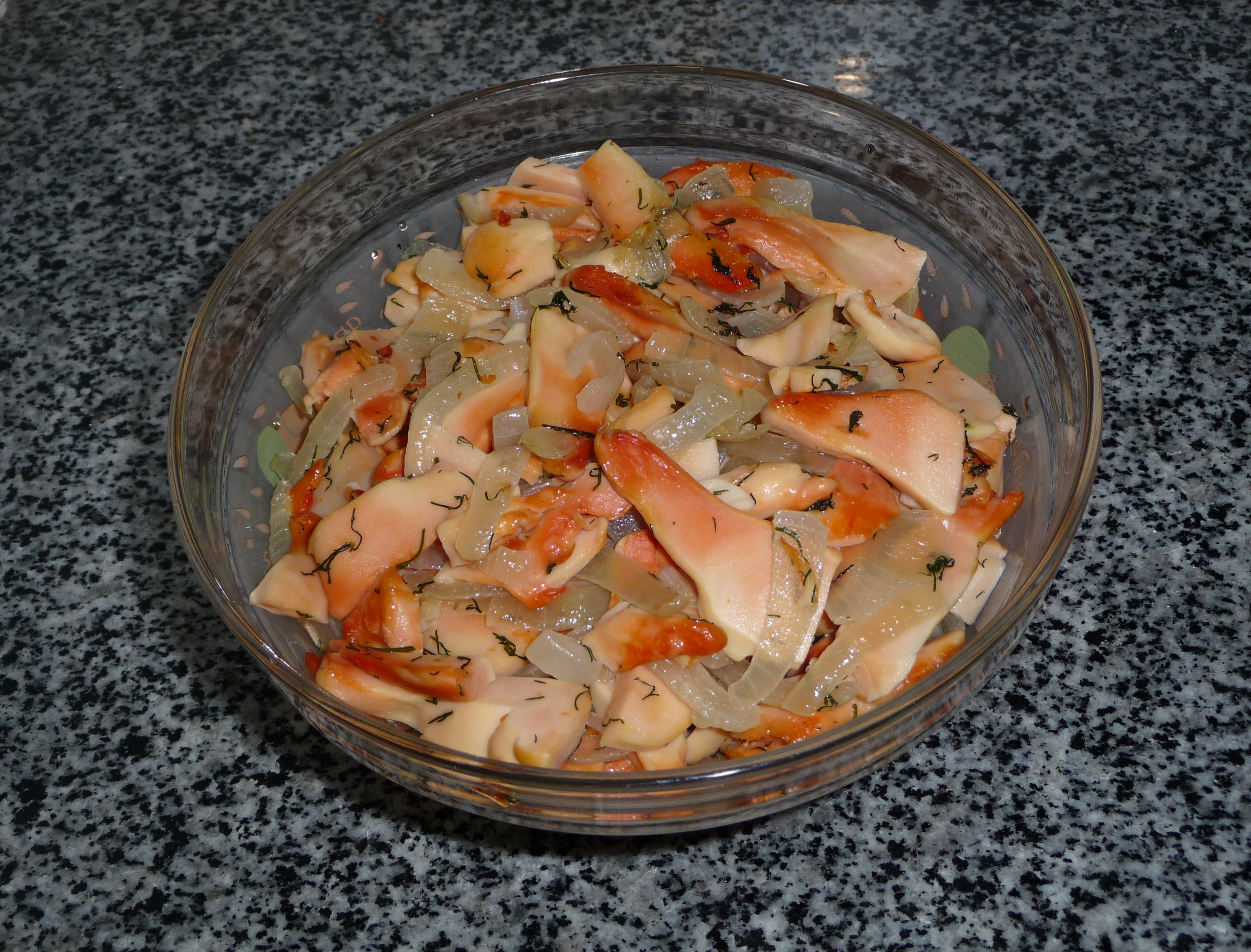
Gericht zubereitet aus Laetiporus sulphureus

Nachfolgend eine Auswahl von bekannten Arten, die der Gattung der Laetiporus zugeordnet werden.
In Europa kommen 2 Arten vor bzw. sind dort zu erwarten.

| Schwefelporlinge (Laetiporus) weltweit |                                             |                                                                       |
| \| Deutscher Name \| Wissenschaftlicher Name \| Autorenzitat \| \| ------------------------ \| ------------------------------------------- \| --------------------------------------------------------------------- \| \| \| Laetiporus ailaoshanensis \| B.K. Cui & J. Song 2014 \| \| \| Laetiporus caribensis \| Banik & D.L. Lindner 2012 \| \| \| Laetiporus cincinnatus \| (Morgan 1885) Burds., Banik & T.J. Volk 1998 \| \| \| Laetiporus conifericola \| Burds. & Banik 2001 \| \| \| Laetiporus cremeiporus \| Y. Ota & T. Hatt. 2010 \| \| \| Laetiporus discolor \| (Klotzsch 1833) Corner 1984 \| \| \| Laetiporus gilbertsonii \| Burds. 2001 \| \| \| Laetiporus huroniensis \| Burds. & Banik 2001 \| \| \| Laetiporus miniatus \| (Jungh. 1838) Overeem 1925 \| \| Berg-Schwefelporling[7] \| Laetiporus montanus \| Černý 1989 ex Tomšovský & Jankovský 2008 \| \| \| Laetiporus portentosus \| (Berk. 1844) Rajchenb. 1995 \| \| Gemeiner Schwefelporling \| Laetiporus sulphureus =Laetiporus speciosus \| (Bulliard 1789 : Fries 1821) Murrill 1920(Battarra 1755) Murrill 1904 \| \| \| Laetiporus versisporus \| (Lloyd 1912) Imazeki 1943 \| \| \| Laetiporus zonatus \| B.K. Cui & J. Song 2014 \| |                                             |                                                                       |
| Deutscher Name | Wissenschaftlicher Name                     | Autorenzitat                                                          |
| | Laetiporus ailaoshanensis                   | B.K. Cui & J. Song 2014                                               |
| | Laetiporus caribensis                       | Banik & D.L. Lindner 2012                                             |
| | Laetiporus cincinnatus                      | (Morgan 1885) Burds., Banik & T.J. Volk 1998                          |
| | Laetiporus conifericola                     | Burds. & Banik 2001                                                   |
| | Laetiporus cremeiporus                      | Y. Ota & T. Hatt. 2010                                                |
| | Laetiporus discolor                         | (Klotzsch 1833) Corner 1984                                           |
| | Laetiporus gilbertsonii                     | Burds. 2001                                                           |
| | Laetiporus huroniensis                      | Burds. & Banik 2001                                                   |
| | Laetiporus miniatus                         | (Jungh. 1838) Overeem 1925                                            |
| Berg-Schwefelporling | Laetiporus montanus                         | Černý 1989 ex Tomšovský & Jankovský 2008                              |
| | Laetiporus portentosus                      | (Berk. 1844) Rajchenb. 1995                                           |
| Gemeiner Schwefelporling | Laetiporus sulphureus =Laetiporus speciosus | (Bulliard 1789 : Fries 1821) Murrill 1920(Battarra 1755) Murrill 1904 |
| | Laetiporus versisporus                      | (Lloyd 1912) Imazeki 1943                                             |
| | Laetiporus zonatus                          | B.K. Cui & J. Song 2014                                               |

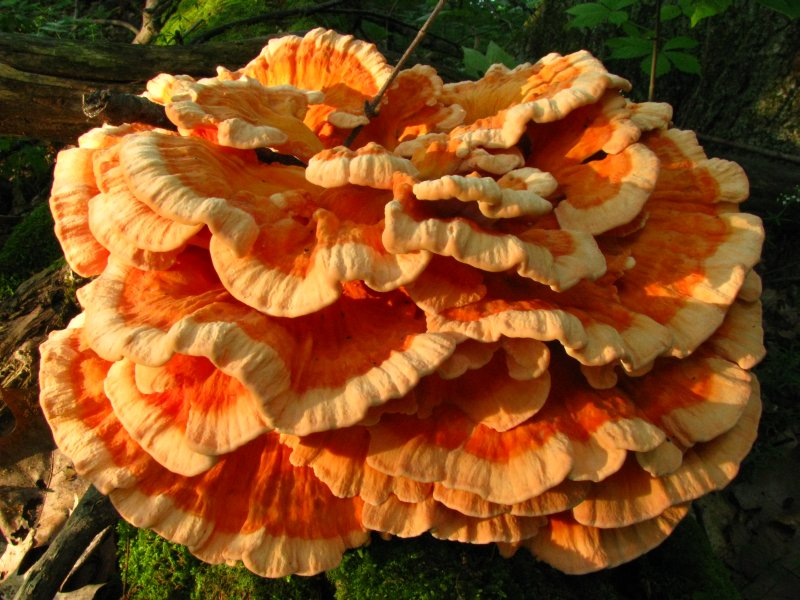
Laetiporus cincinnatus
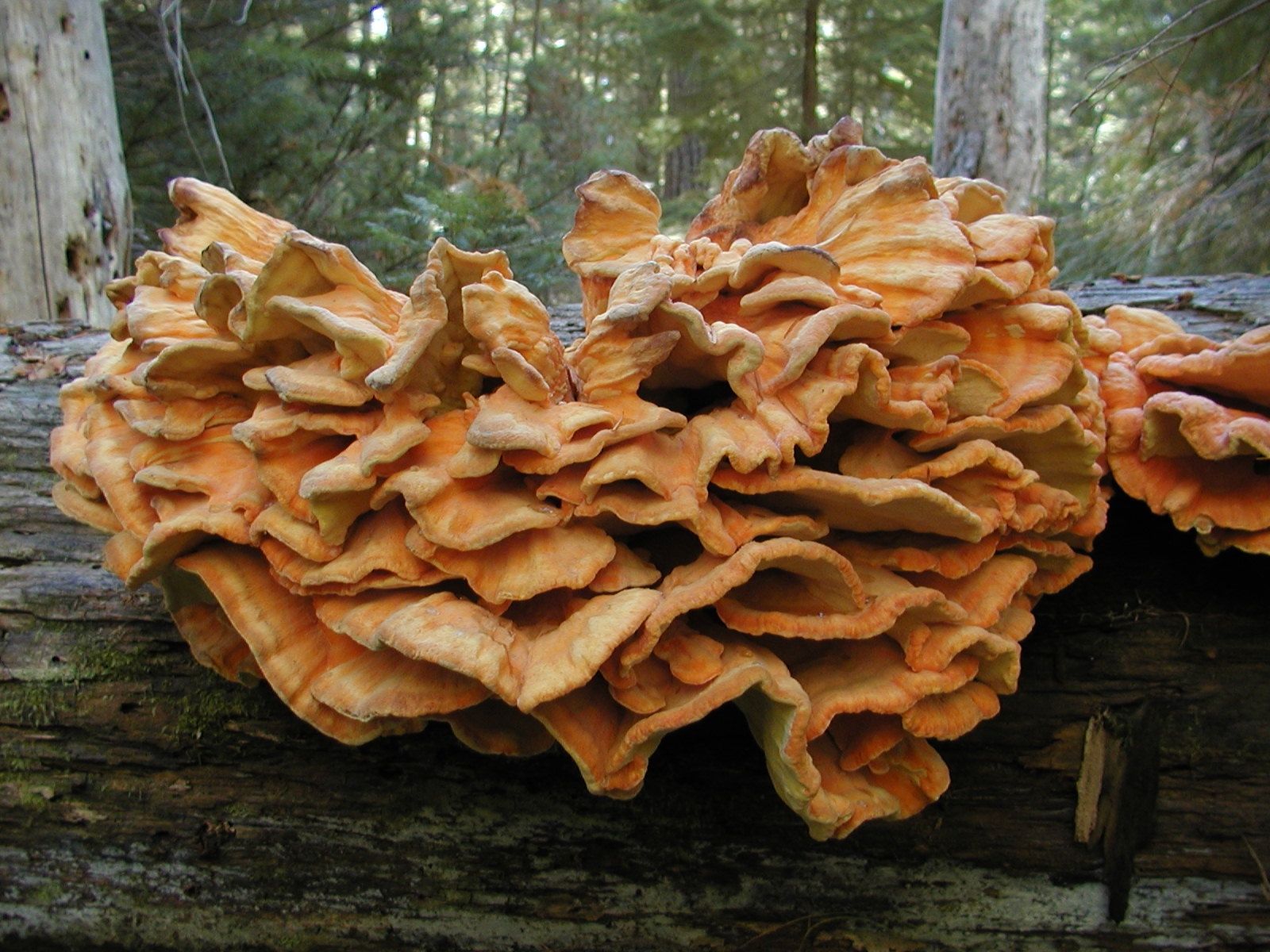
Laetiporus conifericola
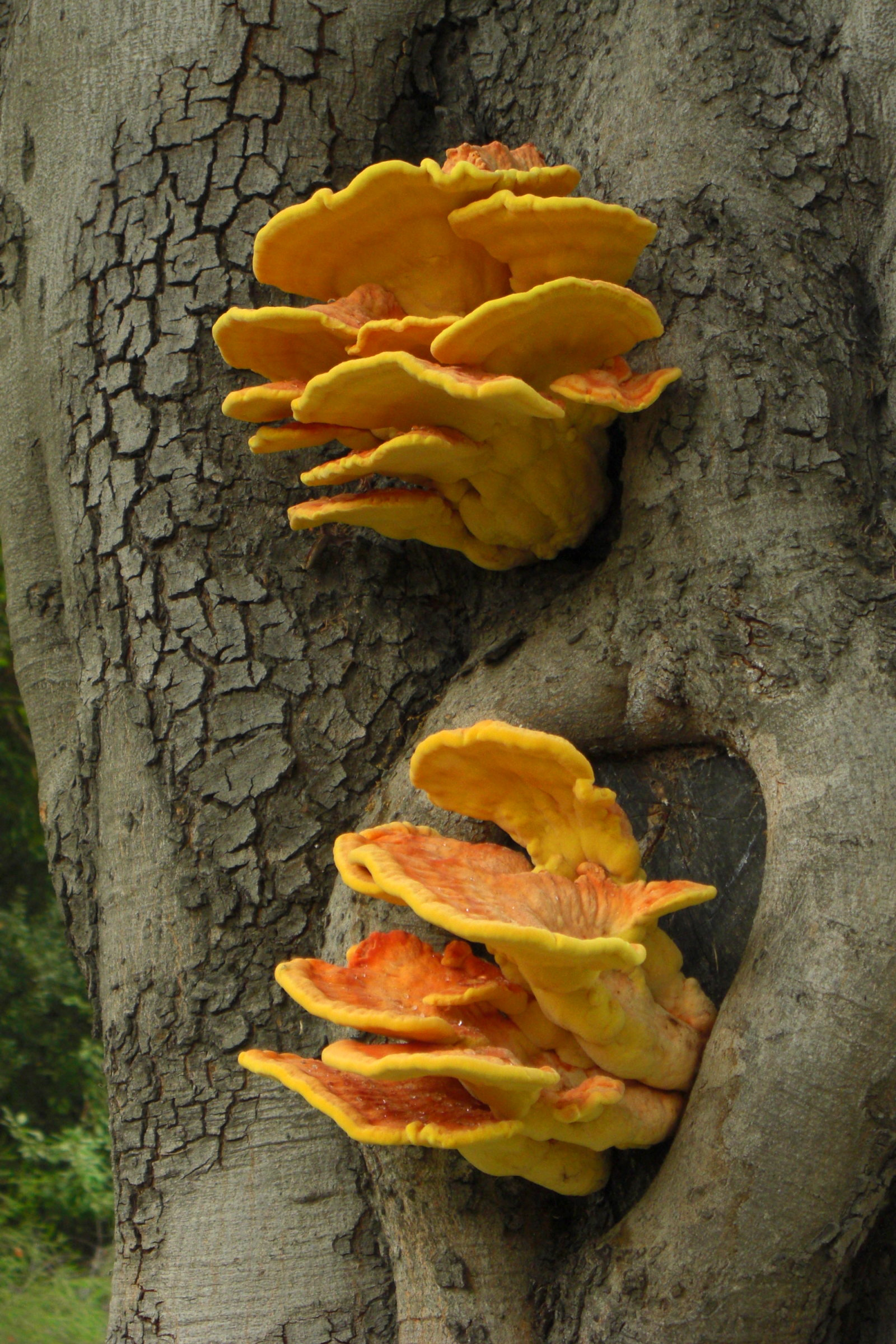
Laetiporus gilbertsonii

## Phylogenetik
Auf Basis phylogenetischer Analysen der ITS Trenn-DNA-Sequenzen, sowie der großen Untereinheit im Kernkörperchen und der mitochondrialen kleinen Untereinheit der rDNA einer Auswahl an Arten in Nordamerika konnten fünf verschiedene Kladen innerhalb der gemeinsamen Klade Laetiporus abgegrenzt werden: Eine Klade von Arten die auf Koniferen anzufinden sind („Conifericola clade“), eine Klade die Laetiporus cincinnatus umfasst, zwei Kladen von Laetiporus sulphureus (Sulphureus Klade I umfasst weißporige Isolate, während Sulphureus Klade II gelbporige Laetiporussulphureus Isolate umfasst), sowie eine Klade die Laetiporus gilbertsonii und nicht identifizierte Isolate karibischen Ursprungs beinhaltet („Gilbertsonii clade“).
Weitere phylogenetische Kladen konnten in Japan, Hawaii, Südamerika, Europa und Südafrika nachgewiesen werden, darunter die Arten Laetiporus cremeiporus, Laetiporus montanus und Laetiporus versisporus.

## Essbarkeit
Einige Arten können ähnlich zubereitet werden wie Hühnerfleisch. Im Rahmen einer veganen Lebensweise kann der Pilz unter Umständen als Substitut für Hähnchen verwendet werden. Zusätzlich kann er für längere Zeiträume eingefroren werden, um die Genießbarkeit zu erhalten. In manchen Teilen von Deutschland und Nordamerika zählt insbesondere der Laetiporus sulphureus als Delikatesse.
In manchen Fällen kann der Verzehr bei empfindlichen Menschen leichte Reaktionen wie beispielsweise geschwollene Lippen oder in seltenen Fällen Übelkeit, Erbrechen, Schwindel und Orientierungslosigkeit bewirken.
Dafür werden eine Reihe von Faktoren verantwortlich gemacht, von Allergien auf das Protein der Pilze bis hin zu Giftstoffen die vom Pilzgewebe aus dem Holz absorbiert werden (beispielsweise von Eukalyptus, Zeder oder Eibe) oder schlichtweg der Konsum bereits zu stark verfallener Exemplare. Aus diesen Gründen wird oft empfohlen nur solche Exemplare zu essen die frische, junge Fruchtkörper aufweisen und anfänglich nur kleine Mengen zu sich zu nehmen, um die Verträglichkeit abzusehen.
Laetiporus sulphureus kann das Wachstum von Staphylokokken-Bakterien (Staphylococcus aureus) hemmen, sowie in moderaterem Grade das Wachstum von Bacillus subtilis.